# Pálhakürtő

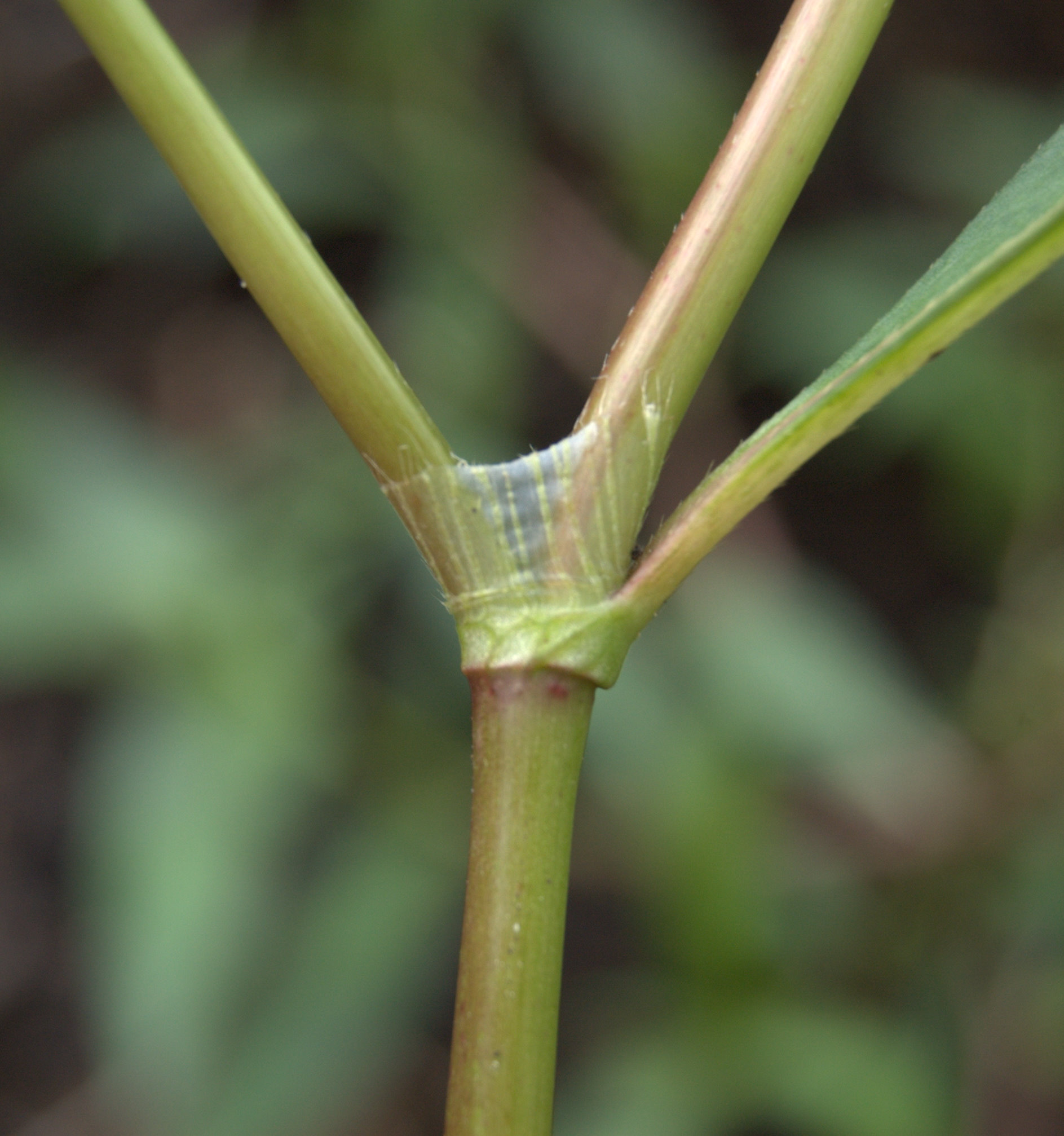
Baracklevelű keserűfű pálhakürtője

A pálhakürtő, pálhacső vagy levélkürt (ochrea, gyakran ocrea) a szárat körülölelő, cső formájúra összenőtt, hártyás pálhalevél. Nem azonos a levélhüvellyel, mivel a nyeles levél mellette helyezkedik el. 
Kizárólag a keserűfűfélék (Polygonaceae) családjában fordul elő. 
Az ochrea kifejezés a pálmáknál is előfordul, itt a levélhüvelynek a levélnyélen túlnyúló részét értik alatta.

## Fordítás
- Ez a szócikk részben vagy egészben az Ochrea című angol Wikipédia-szócikk ezen változatának fordításán alapul.  Az eredeti cikk szerkesztőit annak laptörténete sorolja fel. Ez a jelzés csupán a megfogalmazás eredetét és a szerzői jogokat jelzi, nem szolgál a cikkben szereplő információk forrásmegjelöléseként.